# Toldi (televíziós sorozat)
A Toldi 2021-es magyar televíziós rajzfilmsorozat, amelyet Jankovics Marcell és Csákovics Lajos rendezett Arany János azonos című elbeszélő költeménye alapján. Zeneszerzője Selmeczi György, producere Mikulás Ferenc. A sorozat narrátora Széles Tamás.
Magyarországon 2021. szeptember 19-től kezdve mutatta be a Duna.

## Ismertető
A sorozat Toldi Miklós életét meséli el.

## Epizódok
| #   | Cím      | Premier              |
| --- | -------- | -------------------- |
| 1.  | Előhang  | 2021. szeptember 19. |
| 2.  | 1. ének  | 2021. szeptember 19. |
| 3.  | 2. ének  | 2021. szeptember 19. |
| 4.  | 3. ének  | 2021. szeptember 26. |
| 5.  | 4. ének  | 2021. szeptember 26. |
| 6.  | 5. ének  | 2021. október 3.     |
| 7.  | 6. ének  | 2021. október 3.     |
| 8.  | 7. ének  | 2021. október 10.    |
| 9.  | 8. ének  | 2021. október 10.    |
| 10. | 9. ének  | 2021. október 17.    |
| 11. | 10. ének | 2021. október 17.    |
| 12. | 11. ének | 2021. október 24.    |
| 13. | 12. ének | 2021. október 24.    |

## Moziváltozat
A sorozatból egy egészestés animációs filmet is összevágtak, amelyet 2022. október 20-án mutattak be.

### Nézettség, bevétel
A nézettségi adatok szerint 26 706 jegyet adtak el rá, és ezzel az eredménnyel mintegy 37 064 362 Ft bevételt termelt a jegypénztáraknál.

## Díjai
- Magyar Mozgókép Díj 2023
  - Legjobb animációs film